# Fildes Strait
Die Fildes Strait ist eine Meerenge zwischen King George Island und Nelson Island in den Südlichen Shetlandinseln. In der Meeresstraße liegen einige kleine Inseln, so die Heidelberginsel.
Dieser Seeweg ist Robbenjägern ungefähr seit 1822 bekannt. Damals hieß die Meerenge noch Field’s Strait. Namensgeber ist der britische Robbenjäger Robert Fildes (1793–1827).